# Yannick Mukunzi
Yannick Mukunzi (ur. 2 października 1995 w Kigali) – rwandyjski piłkarz grający na pozycji pomocnika. Od 2019 roku jest zawodnikiem klubu Sandvikens IF.

## Kariera klubowa
Swoją karierę piłkarską Mukunzi rozpoczął w klubie APR FC. W sezonie 2014/2015 zadebiutował w jego barwach w pierwszej lidze rwandyjskiej. Grał w nim do 2017 roku. Wraz z nim wywalczył dwa mistrzostwa kraju w sezonach 2014/2015 i 2015/2016 oraz zdobył Puchar Rwandy w 2017. W latach 2017-2019 występował w Rayon Sports FC. W sezonie 2018/2019 został z nim mistrzem Rwandy. W 2019 roku przeszedł do szwedzkiego trzecioligowca, Sandvikens IF. W sezonie 2023 awansował z nim z trzeciej do drugiej ligi.

## Kariera reprezentacyjna
W reprezentacji Rwandy Mukunzi zadebiutował 29 marca 2015 w przegranym 0:2 towarzyskim meczu z Zambią, rozegranym w Lusace.